# Djerassem Le Bemadjiel
Djerassem Le Bemadjiel est un homme d'affaires et homme politique tchadien. Géologue de formation, il est directeur général adjoint de la raffinerie de Djarmaya avant d'être ministre du pétrole du Tchad à plusieurs reprises.
Le Bemadjiel est le neveu du premier ministre Emmanuel Nadingar.
Après une carrière dans le forage au Tchad, Le Bemadjiel devient directeur général adjoint de la raffinerie de Djarmaya et conseiller chargé de l'inspection pétrolière pour le président Idriss Deby.

## Carrière politique
Le Bemadjiel est nommé ministre de l'Énergie et du Pétrole en janvier 2013 dans le gouvernement de Joseph Djimrangar Dadnadji, puis reconduit au même poste en novembre 2013 dans le gouvernement de Kalzeubé Pahimi Deubet.
En 2014, il négocie un prêt d'1,3 milliard de dollars avec Glencore pour la reprise des parts de Chevron dans le projet pétrolier de Doba, contre une part de la production pétrolière tchadienne.
Le Bemadjiel est remplacé au poste de ministre du Pétrole par Béchir Madet en août 2016,.
Il est l'inventeur d'un « système d'énergie interne à une machine sans apport d'énergie externe »,,.
En décembre 2017, il est sollicité par la banque United Bank for Africa pour être dans son conseil d'administration.
En août 2020, l'inspection générale d'État dépose une plainte contre Le Bemadjiel dont les principaux chefs d'accusation sont détournement de deniers publics, abus de fonction et de confiance, enrichissement illicite et corruption. Ce dernier est arrêté le 3 septembre 2020, puis mis en examen par la Cour suprême du Tchad,. Le Bemadjiel est remis en liberté provisoire le 19 mars 2021.
Le 25 février 2022, la procédure judiciaire à son encontre est abandonnée et il est nommé ministre du Pétrole dans le gouvernement d'Albert Pahimi Padacké. Le Bemadjiel est limogé de son poste en octobre 2023 et remplacé par Ndolenodji Alixe Naïmbaye.